# Odesszai mészárlás

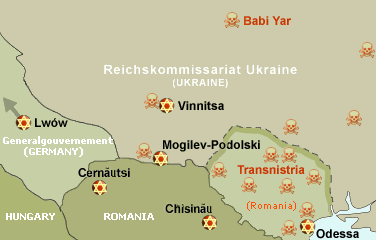
Az ukrán holokauszt térképe.

Az odesszai mészárlás 1941 októbere és 1942 eleje között az Odesszában és a Transznisztriai kormányzóság területén zsidókon és oroszokon végrehajtott pogrom volt, amelynek keretében a román csapatok körülbelül 123 000 embert gyilkoltak meg. A népirtás elrendelőit, Ion Antonescut és Gheorghe Alexianut a háború után kivégezték.

## Története

### Az előzmények
A németek 1941. június 22-én megindították a Barbarossa hadműveletet, s július 11-én megkezdték Kijev ostromát. Ezzel párhuzamosan augusztus elején Odessza ostroma is elkezdődött. A román–német támadás 1941. augusztus 3-án indult meg, s a harc közel 2 és fél hónapon át tartott, mígnem október 16-án sikerült bevenni a várost. A 4. román hadseregnek komoly veszteségei voltak: augusztus 8-tól a város elfoglalásának napjáig 340 223 katonából 92 545 vált harcképtelenné (17 729 meghalt, 63 345 megsérült, 11 471 eltűnt). A szovjetek ennél kevesebb katonát vesztettek: 16 578 katonájuk halt meg vagy tűnt el, s 24 690 sebesült meg.
Miután bevették a várost, Ion Antonescu a 4. román hadsereg megmaradt egységeit visszarendelte, majd pedig a Nicolae Macici tábornok vezette 2. román hadtestnek adta át a város ellenőrzését. A hatalmas veszteségek megokolására vizsgálatot folytattak le. A vizsgálat eredménye szerint a román hadseregből hiányoztak a magasabb beosztású parancsnokok, szervezetlen volt, illetve nem volt eléggé felszerelve. Ennek ellenére a román katonai vezetés a zsidókat tette felelőssé, úgy gondolta, a "judeobolsevista komisszárok" miatt vesztettek annyi embert.

### A propaganda
A román sajtó már világháború előtt is a besszarábiai és bukovinai zsidóságot vádolta, tette felelőssé a kommunista eszme rohamos térnyeréséért s most is könnyedén azonosította a zsidókat mint a bajok legfőbb okozóit. A korabeli plakátok sorra hirdették: 
A háborút a világ zsidósága provokálta. Harcoljatok a háború provokátorai ellen!
A román és a német hadsereg a kommunizmus és a zsidóság ellen harcol, nem pedig a szovjet katonák és a civil lakosság ellen.
A plakátok sokszorosításával viszont nem álltak le, sőt még különböző terveket is gyártottak, hogy a helyi lakosokban elültessék az antiszemitizmus csíráját.

### A robbantás
A németek időközben szeptember 29-én katonai sikereket értek el; már Szevasztopolt fenyegették. Ekkor a Vörös Hadsereg vezetői úgy döntöttek, hogy evakuálják a várost; október elsejétől 16-ig közel 86 000 embert mentettek ki.
Ezzel egy időben egy különleges egység is megalakult, amelyre titkos feladatokat bíztak. Az év (1941) júliusában a Déli front műszaki alakulatainak parancsnoka, Arkagyij Hrenov, titkos akcióba kezdett. Emlékirataiban így ír erről:
Felelős voltam a különféle épületek aláaknázásának megtervezésében és technikai, logisztikai kivitelezésében, a gyárak, a vasutak, a kommunikációs eszközök elpusztításban... Legfontosabb feladatunk viszont speciális volt, és nagy titokban kellett elvégezni: robbantásokra készültünk.
A robbantásokra azért volt szükség, hogy a bevonuló román–német csapatoknak ne hagyjanak semmit (erőműveket, vasutat, olajkutakat stb.) épen hátra. Távirányítású robbanószerkezetekkel látták el a visszavonulási útvonalat, a Hadzsibej-öböl gátját, ezen utóbbit amiatt, hogy az ellenséges erők előrenyomulását a város egy részének vízzel való elárasztásával nehezítsék. Ezeken kívül még bombákat helyeztek el taktikai szempontból fontosabb épületeknél, s azoknál, amelyeket a későbbiekben a bevonuló csapatok pl. katonai parancsnokságnak használnak majd. Ezekre vonatkozóan egy elfogott román tisztnél talált iratokból volt tudomásuk a szovjeteknek, s 6 nappal a románok városba való bevonulása után 17:35-kor a katonai parancsnokságnál lévő bombákat aktiválták, s az épület felrobbant.

### A robbantás után: 3 napos mészárlás
A robbantás 20 német és román tiszt (köztük a városparancsnok Ion Glogojanu), 46 sorkatona, illetve altiszt, és több civil halálát okozta. Mivel az elkövetőket nem tudták elfogni, a zsidókat és oroszokat tették felelőssé, s Ion Antonescu parancsot adott Iosif Iacobici generálisnak, drasztikus lépések megtételére. Az esti órákban Iacobici üzent a katonai vezetésnek; "egy rendezett katonai akciót indítottam megtorlásként és a lakosságnak példamutatásként, mindent elkövetünk, hogy a piacokon a zsidó és orosz gyanúsítottakat megkínozhassuk." Ennek eredménye az lett, hogy 5000 jobbára zsidó lakost még a robbantás napján (1941. okt. 22.) kivégeztek.
A következő napon a (1941. okt. 23.) románok körülbelül 19 000 zsidót gyilkoltak meg, nem nézvén azt, hogy gyerekről, nőről vagy öregről van-e szó. Családokat irtottak ki: élve égették el, lőtték főbe, vagy robbantották fel őket. Több ezer emberre gyújtottak rá egy szovjet raktárhelyiséget.
Ezeket az eseményeket használta fel a román katonai vezetés, hogy elterelje a figyelmet a már korábban hozott, Odessza és Transznisztriai kormányzóság zsidóságának kiirtásáról szóló határozatról. Ezt támasztja alá az is, hogy a robbantásra egy orosz nő már korábban figyelmeztette a város vezetését, ám nem történt semmiféle változtatás.
Ion Antonescu kormánya Nicolae Macicinek és a várost irányító katonai vezetőknek október 23-a táján a következő parancsot küldte:
1. Az összes Besszarábiából Odesszába menekült zsidó kivégzése.
2. Minden személy, aki beleillik a 3161-es rendeletbe, amit 1941. október 23-án hoztak meg, és még nem volt kivégezve, illetve minden lakos, aki még hozzáadható a rendelethez, összegyűjtendő egy előzőleg aláaknázott épületbe, és felrobbantandó. Az akció végrehajtásának ideje: a román holttestek eltemetésének napja.
3. Ez a határozat olvasás után megsemmisítendő.

1941. október 24-én került sor a parancs végrehajtására; 22 000 zsidó embert tereltek össze összesen 4 raktárba, majd pedig sortüzet zúdítottak rájuk, s 3 raktárt fel is gyújtottak. A negyediket pontosan 2 nappal a szovjet robbantás után, 17:35-kor felrobbantották. Az egyik túlélő így emlékezett erre a napra:
Teljesen telezsúfolták a 4 raktárhelyiséget emberekkel, akiket utána megsemmisítettek sorozatos géppuskatűzzel. Lelocsolták őket benzinnel, és meggyújtották, az utolsó raktárépület kivételével, amit felrobbantottak. A jelenet borzalma leírhatatlan volt, túllépte a kifejezhetőség határait. Nők lángokban égő hajjal, sérült emberek égő testtel másztak ki a tetőn vagy jöttek ki a repedező, omladozó falak közül, rettegve keresve a menekülést. De körben parancsot teljesítő katonák álltak. A parancs a következő volt: mindenkivel végezni kell. Az eset borzalmai megrázták még a katonákat és a parancsnokaikat is. Ebben a lelki állapotban, amelyikben nem a racionális gondolkodás, hanem az ösztönök irányították az embert és tetteit, minden katona a saját természete szerint teljesítette a kiadott parancsot: volt aki eszeveszetten lőtte a civileket, mások félrehúzódtak, és remegő kezekkel egyszer egyszer meghúzták a ravaszt, megint mások nem lőttek egyáltalán....A raktárépületben levők a halál kínjaival dacolva vagy szökni próbáltak, vagy kiálltak, hogy a golyó oldja meg a végső szenvedésüket. Sok tiszt könnyezett amint ráébredt, hogy milyen rémséget követett el, sokan el is hagyták a sereget, és bujdosásra kényszerültek.
1941. október 25-én egyes források szerint további 13 000 zsidó és orosz civil esett áldozatul a pogromnak. Ebből közel 400-at a város utcáin, piacán kínoztak halálra.

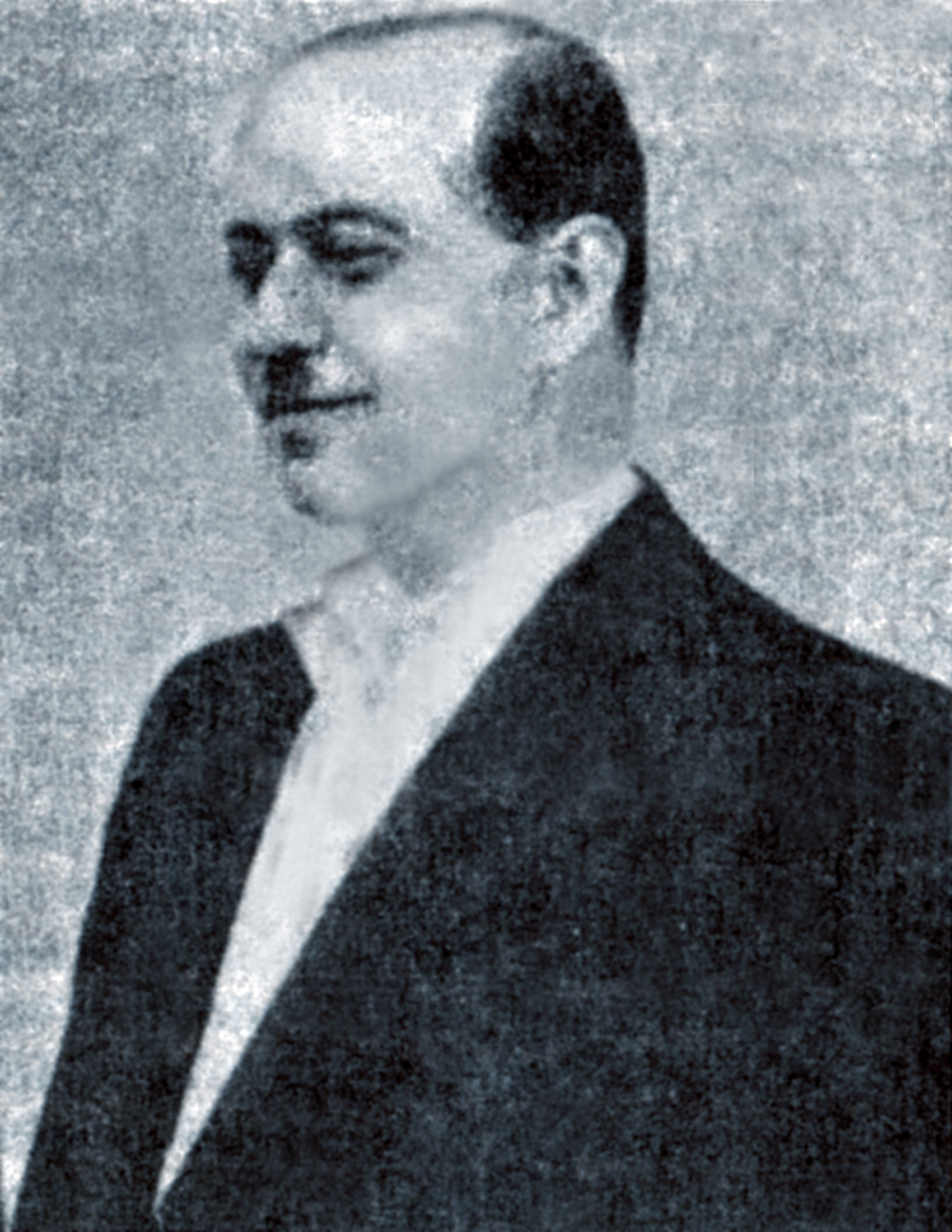
Gheorghe Alexianu 1935-ben

Novemberben tovább folytatódtak a borzalmak, mivel dr. Gheorghe Alexianu, Transznisztria kormányzója nem szüntette be a tömeggyilkosságokat. További 19 000 zsidót gyilkoltak meg. A professzor gettósítást rendelt el, s megsemmisítő táborokat (pl. Bogdanovkában) hozatott létre a Transznisztriai kormányzóság területén. 26/1941 számú rendeletével a 16 és 60 év közötti intervallumba esőket közmunkára kötelezte. Aki vonakodott eleget tenni a rendeletnek, azt a táborba deportálták. 45 000 zsidót a bogdanovkai lágerbe vittek, s 60 nap múlva már egyikük sem élt. Alexianu november elején meglátogatta a gettót, mivel tartott egy esetleges járvány kitörésétől. Egyszerű választ adott a kérdésre; egy levelében azt a javaslatot tette Antonescunak, hogy deportálják a zsidókat. Ezt egy 1942. január 2-án hozott rendelet elő is írta, s az odesszai zsidókat Berezovkába deportálták, hogy megsemmisítsék őket. A túlélőket Odessza Szlobodka kerületében szervezett gettóba vitték el.

### A mészárlás következményei
A második világháború után felállított bukaresti népbíróság, melyet a román háborús bűnösök elítélésének szándékával hoztak létre, első csoportos perében tárgyalta az odesszai mészárlás felelőseinek ügyét. Az összesen 38 vádlottból 29 főt halálra ítéltek, 1 főt életfogytiglani börtönbüntetésre, 7 főt 1-től 5 évig terjedő kényszermunkára, míg 1 főt felmentettek. A halálraítéltek között volt három tábornok, Nicolae Macici, Constantin Trestioreanu és Gheorghe Calotescu is. Mihály király a halálos ítéleteket kegyelemből életfogytiglani kényszermunkára változtatta.
Később, az ún. nemzetárulási perben a népbíróság halálra ítélte a mészárlás elrendelésében felelős Ion Antonescut és Gheorghe Alexianut is, őket (két társukkal egyetemben) 1946. június 1-jén kivégezték a jilavai börtön udvarán.

## Fordítás
- Ez a szócikk részben vagy egészben  a(z)   1941 Odessa massacre című angol Wikipédia-szócikk fordításán alapul.  Az eredeti cikk szerkesztőit annak laptörténete sorolja fel. Ez a jelzés csupán a megfogalmazás eredetét és a szerzői jogokat jelzi, nem szolgál a cikkben szereplő információk forrásmegjelöléseként.